# NGC 2335
NGC 2335 (również OCL 562) – gromada otwarta znajdująca się w gwiazdozbiorze Jednorożca w odległości około 4,6 tys. lat świetlnych. Została odkryta 10 stycznia 1785 roku przez Williama Herschela.
Gromady NGC 2335 i NGC 2343 tworzą gromadę podwójną o wspólnej przeszłości. Obie są zanurzone w Mgławicy Mewa.